# 183403 Gal
183403 Gal este un asteroid din centura principală de asteroizi.

## Descriere
183403 Gal este un asteroid din centura principală de asteroizi. A fost descoperit pe 11 decembrie 2002 la Apache Point Observatory în cadrul programului Sloan Digital Sky Survey. Asteroidul prezintă o orbită caracterizată de o semiaxă mare de 3,07 ua, o excentricitate de 0,03 și o înclinație de 10,4° în raport cu ecliptica.